# K'an Mo' Hix
K'an Mo' Hix (fl. VII secolo) è stato il padre del celebre K'inich Janaab' Pakal, sovrano maya di Palenque.
Marito della Signora Sak K'uk', K'an Mo' Hix non risulta in nessun altro contesto né in nessun'altra attività oltre a quella di genitore. Sconosciute sono anche le origini della sua famiglia. Sembrerebbe che egli non abbia avuto nessun peso nel favorire l'ascesa al trono del figlio.